# هولئولا
هولئولا (عبری: יהודיותא) شاخه‌ای از زبان (آفریقا آسیایی، سامی، آرامی، یهودی نئوآرامی Trans-Zab Jewish Neo-Aramaic) که یک زبان مدرن آرامی یهودی است، که اغلب به آن نئوآرامی یا Judeo-Aramaic می‌گویند. این زبان در کردستان ایران و قسمتهای کوچکی در شرقی‌ترین مناطق کردستان عراق توسط جامعه یهودی در گذشته تکلم می‌شد. اکثر گویندگان این زبان هم‌اکنون در اسرائیل زندگی می‌کنند کمتر از ۹۵۰۰ نفر می‌باشند، نام Hulaulá به معنای «یهودی» است. به علت مهاجرت بسیاری از گویشوران این زبان به اسرائیل، این زبان در معرض نابودی قرار دارد.